# Suomensalo (ö, lat 61,16, long 28,42)
Suomensalo är en ö i Finland. Den ligger i sjön Saimen och i kommunen Villmanstrand i den ekonomiska regionen  Villmanstrands ekonomiska region  och landskapet Södra Karelen, i den södra delen av landet, 220 km nordost om huvudstaden Helsingfors. Öns area är 83 hektar och dess största längd är 1,5 kilometer i nord-sydlig riktning.